# Tōhō Project
Touhou Project (東方Project?, Tōhō purojekuto, lett. "Progetto dell'est") — anche noto come semplicemente Touhou — è un media franchise dōjin pubblicato da Team Shanghai Alice. La serie è formata principalmente da videogiochi shoot 'em up e picchiaduro, ma esistono anche libri, manga e album discografici ufficiali.

Screenshot di Touhou Koumakyou ~ the Embodiment of Scarlet Devil

Mentre i primi giochi sono stati resi disponibili per NEC PC-9801, dal 2002 con Embodiment of Scarlet Devil sono stati pubblicati tutti per Microsoft Windows e distribuiti in fiere come il Comiket e il Reitaisai (Fiera dedicata esclusivamente alla serie). Dal 2017 parte della serie è disponibile anche online tramite Steam e PlayStation 4.
Jun'ya "ZUN" Ōta sviluppa i giochi shoot 'em up da solo, compone la musica, disegna la grafica e programma il gioco, ma i picchiaduro sono sviluppati dal circolo Twilight Frontier sotto supervisione di ZUN. Nel 2019 Twilight Frontier ha annunciato di lavorare ad un platform chiamato Touhou Gōyoku Ibun (東方剛欲異聞? lett. «Strana Storia Sull'Avarizia»).
La serie è diventata nota grazie alle politiche molto permissive per i contenuti generati dai fan e per il permesso di monetizzare i propri progetti, il che ha permesso la creazione di numerosi opere dōjin fanmade, tra i quali videogiochi, album musicali, anime e manga.

## Introduzione

### Nascita della serie
Il primo gioco, Tōhō rei'iden ~ Highly Responsive to Prayers (東方靈異伝 ～ Highly Responsive to Prayers?) uscì nel 1996. La sua struttura si basa su un Arkanoid ed è quindi diversa rispetto ai normali sparatutto a scorrimento che seguirono con il secondo gioco.
Da Tōhō Project è inoltre nata una serie di spin off creati da ZUN, alcuni di essi con la collaborazione di Tasogare Frontier.
Tra i primi giochi di questo tipo si ricorda il 7.5 (東方萃夢想 ～ Immaterial and Missing Power) e il 10.5 (東方緋想天 ～ Scarlet Weather Rhapsody).
I primi cinque titoli di Tōhō furono creati per PC-98. La grafica era molto semplice così come le melodie in midi (FM) e la giocabilità. Si nota inoltre un cambio di stile grafico, poiché nei primi capitoli i disegni erano semplici e puliti con colori accesi e proporzioni non molto curate.
Dal sesto capitolo in poi i giochi Touhou raggiungono grande bellezza grafica grazie alla potenza del nuovo supporto (il PC), arrivando fino ad oggi, dove i disegni assumono uno stile di colorazione più scuro con effetto 3D (fatta eccezione per gli spin-off creati in collaborazione con Tasogare Frotier, dove sono illustrati da altri professionisti in stile anime).

### Informazioni di base sulla storia
Gensokyo (幻想郷?, lett. "Terra delle illusioni") è una regione del Giappone che, a causa della elevata presenza di creature non umane chiamate youkai viene, nel 1885, separata dal Mondo Esterno grazie ad una barriera.
Colei che rese possibile ciò fu l'allora attuale sacerdotessa Hakurei, un'umana con poteri divini che viveva nell'omonimo santuario e che aveva il compito di proteggere Gensokyo e gli esseri umani che vivevano in esso dagli youkai.
Da quando la barriera separò Gensokyo dal Mondo Esterno, non furono più possibili contatti fra le due dimensioni e gli umani del Mondo Esterno dimenticarono ben presto Gensokyo e la magia, ormai immersi nella vita quotidiana e nella tecnologia.
Nonostante il grande progresso esterno e le guerre che hanno scosso il mondo, a Gensokyo regna ancora la cultura dell'epoca. In questa terra arrivano poche notizie riguardo al mondo di fuori, tramite giornali persi nei pressi della barriera o persone stesse che dall'esterno sono state risucchiate a Gensokyo perché troppo vicine alla barriera. Non è possibile lasciare questo luogo, solo alcuni dei più potenti youkai sono in grado di farlo.

### La storia nei giochi
Reimu Hakurei è l'attuale sacerdotessa Hakurei, con il compito di vigilare su Gensokyo e di diventare sempre più forte con l'ausilio delle Sfere Ying e Yang, chiamate anche Hakurei Orbs, che però non è in grado di controllare completamente. Purtroppo il santuario Hakurei viene attaccato quotidianamente dagli youkai e deve vedersela con loro per poter ristabilire la pace.
Con l'aiuto di un'alleata che incontrerà nel secondo capitolo, la maga umana Marisa Kirisame, dovrà tenere a bada gli youkai di Gensokyo e svelare i misteri, conoscere nuove creature e sventare i loro piani.
Dopo il quinto capitolo della saga verranno introdotte nuove regole: Le Spellcard. Si trattano di particolari carte con delle abilità che, se attivate, liberano un immenso potere anche se usate da umani. Tuttavia non si sa ancora bene come vengono usate e qual è il reale meccanismo perché non è stato ufficialmente spiegato.
Tramite queste regole, le battaglie saranno meno difficili per gli esseri umani e pare che Reimu le abbia introdotte per porre uguaglianza tra umani e youkai.

## Protagoniste

### Reimu Hakurei

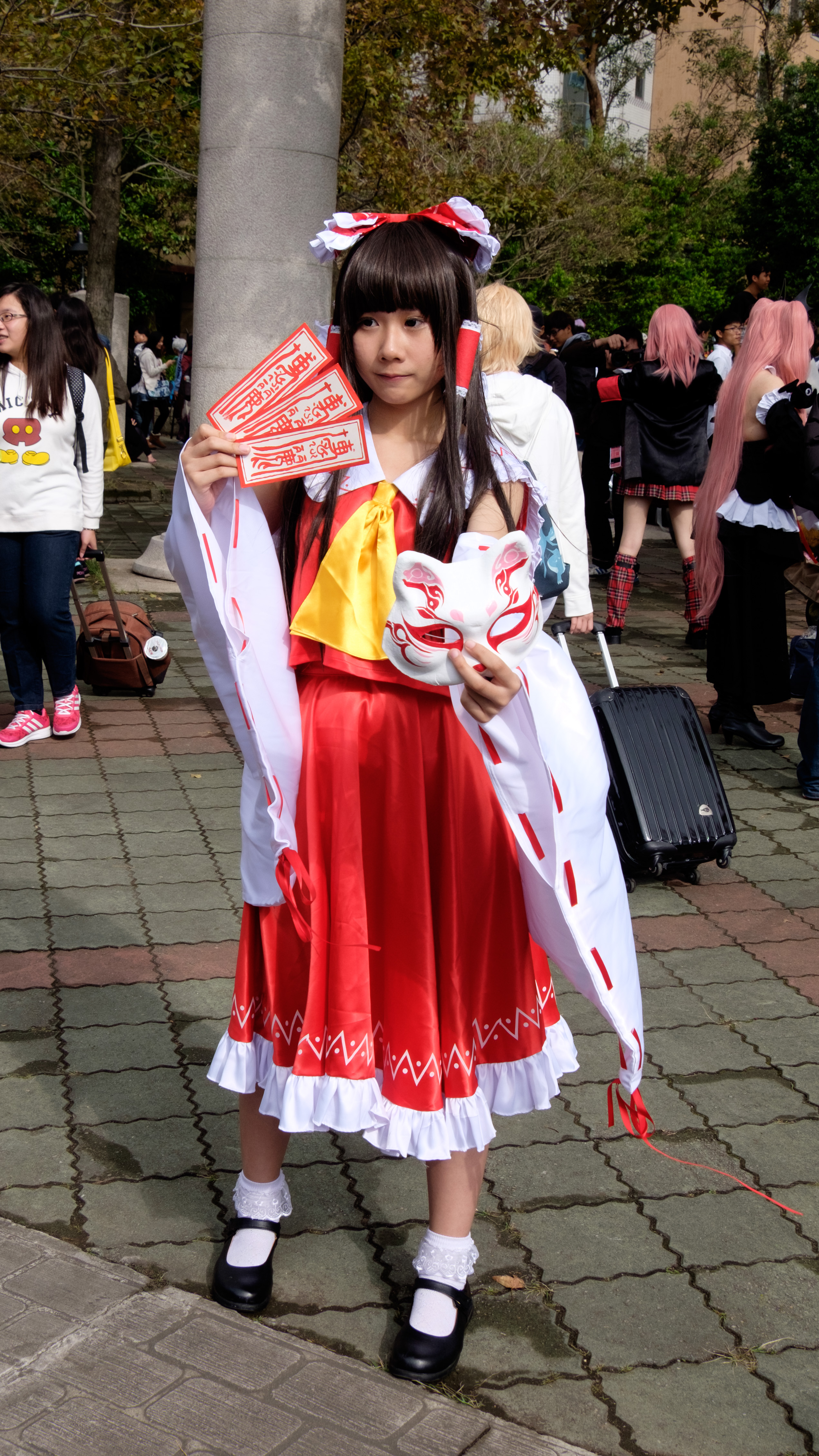
Cosplay di Reimu

È la protagonista della saga. Si tratta dell'attuale sacerdotessa Hakurei il cui compito è quello di custodire Gensokyo mantenendo attiva la barriera Hakurei che separa Gensokyo dal Mondo Esterno. In un certo senso è lei che "detta legge".
Abita su un monte dove è situato il suo santuario, proprio al confine con la barriera.
Reimu, che nei primi giochi sembrava per lo più una ragazzina sui dieci anni, indossava un tipico kimono da sacerdotessa rosso e bianco. Aveva inoltre i capelli viola e gli occhi del medesimo colore, che portava sciolti e decorati da un fiocco rosso.
Nei giochi per Windows il suo aspetto è cambiato, acquistando capelli corvini / castani scuri e occhi rossicci/castani. Il suo kimono è divenuto abbastanza personalizzato, con pizzi e merletti.
È abbastanza pigra e le piace rilassarsi bevendo il suo tè o riposandosi al santuario, ma se accadono dei guai, si dà da fare per stanare e punire i colpevoli.
Nei primi giochi della saga, Reimu aveva un potere molto limitato. Nel primo episodio non poteva volare e solo dal secondo userà la sua tartaruga Genji per farlo.
Grazie alla sua personalità, pochissimi sono gli youkai che le restano ostili, quasi tutti simpatizzano per lei e il santuario Hakurei diventa un ritrovo per youkai e persone curiose.
È abbastanza attaccata ai soldi dato che nessuno le offre mai una donazione.

### Marisa Kirisame
Marisa è la coprotagonista della storia, un'umana che, per motivi sconosciuti, ha deciso di imparare la magia ed è diventata una potente maga.
Anche se è un'umana è abbastanza potente da battere le maghe di nascita, come Patchouli Knowledge, la maga della conoscenza. Si può dire che, al contrario dei maghi Youkai (che nascono già con i poteri), Marisa, essendo umana, si è "fatta da sé". Usa spesso una scopa di saggina per volare anche se non ne ha bisogno, pare che la usi solo per scena.
Nel primo capitolo in cui appare, Story of Eastern Wonderland, aveva occhi e capelli rossi. Dal successivo in poi, invece, ha i capelli biondi e gli occhi color ambra. Il suo primo vestito era completamente viola, con il cappello da strega cosparso di lune e stelle. Da Touhou 06 in poi indossa un abito nero da strega.
La sua magia è prevalentemente astronomica, si basa su stelle e astri, inoltre predilige i laser, come la sua famosa spellcard Master Spark.
Reimu la incontra nel secondo capitolo della saga, dove si trovava con la sua padrona Mima a difendere il regno degli spiriti. Dopo quell'episodio, Marisa si è unita alla sacerdotessa nello "Youkai Hunting", ovvero nella caccia agli Youkai che disturbano la quiete di Gensokyo.
Marisa è una vivacissima egocentrica e volgare ragazzina che fa quello che vuole e quando vuole. Vive in una casetta stile occidentale nella Foresta della Magia, in solitudine, studiando la magia e mangiando funghi. Non si sa chi siano i suoi genitori, si sa solo che il padre ha un negozio di usato nel villaggio degli umani.
Un'altra sua caratteristica è quella di essere una ladra o almeno si pensa sia cleptomane. Ruba libri, antichi manufatti e anche la roba più inutile, affermando ai proprietari che è solo presa in prestito e che restituirà il tutto alla sua morte.
Marisa è anche in grado di copiare le mosse avversarie e addirittura potenziarle, come fece con il famoso Master Spark, copiato dal laser (che possiede lo stesso nome) di Yuka Kazami in Touhou 04.
Possiede un Hakkero, ovvero un antico oggetto cinese esagonale che usa come "catalizzatore" per potenziare la sua magia.

## I giochi
La lista dei giochi ufficiali (non sono presenti gli spin off)
- Touhou 1 - Highly Responsive to Prayers (東方靈異伝 ~ Touhou Rei'iden, PC-98 1996)
- Touhou 2 - Story of Eastern Wonderland (東方封魔録 ~ Touhou Fumaroku, PC-98 1997)
- Touhou 3 - Phantasmagoria of Dimensional Dream (東方夢時空~ Touhou Yumejikuu, PC-98 1997)
- Touhou 4 - Lotus Land Story (東方幻想郷 ~ Touhou Gensoukyou, PC-98 1998)
- Touhou 5 - Mystic Square (東方怪綺談 ~ Touhou Kaikidan, PC-98 1998)
- Touhou 6 - Embodiment of Scarlet Devil (東方紅魔郷 ~ Touhou Koumakyou, Windows 2002)
- Touhou 7 - Perfect Cherry Blossom (東方妖々夢~ Touhou Youyoumu, Windows 2003)
- Touhou 8 - Imperishable Night (東方永夜抄~ Touhou Eiyashou, Windows 2004)
- Touhou 9 - Phantasmagoria of Flower View (東方花映塚 ~ Kaeidzuka, Windows 2005)
- Touhou 10 - Mountain of Faith (東方風神録 ~ Touhou Fuujinroku, Windows 2007)
- Touhou 11 - Subterranean Animism (東方地霊殿 ~ Touhou Chireiden, Windows 2008)
- Touhou 12 - Undefined Fantastic Object (東方星蓮船 ~ Touhou Seirensen, Windows 2009)
- Touhou 13 - Ten Desires (東方神霊廟~ Touhou Shinreibyo, Windows 2011)
- Touhou 14 - Double Dealing Character (東方輝針城 ~ Touhou Kishinjou, Windows 2013)
- Touhou 15 - Legacy of Lunatic Kingdom (東方紺珠伝 ~ Touhou Kanjuden, Windows 2015)
- Touhou 16 - Hidden Star in Four Seasons (東方天空璋 ~ Touhou Tenkuushou, Windows 2017)
- Touhou 17 - Wily Beast and Weakest Creature (東方鬼形獣~ Touhou Kikeijuu, Windows 2019)
- Touhou 18 - Unconnected Marketeers (東方虹龍洞 ~ Touhou Kouryuudou, Windows 2021)
- Touhou 19 - Unfinished Dream of All Living Ghost (東方獣王園 ~ Touhou Juuouen, Windows 2023)
- Touhou 20 - Fossilized Wonders (東方錦上京 ~ Touhou Kinjoukyou, Windows 2025)

### Spin-off ufficiali
- Touhou 7.5 - Immaterial and Missing Power (東方萃夢想 ~ Touhou Suimusou, Windows 2004)
- Touhou 9.5 - Shoot the Bullet (東方文花帖 ~ Bunkachou, Windows 2005)
- Touhou 10.5 - Scarlet Weather Rhapsody (東方緋想天 ~ Touhou Hisouten, Windows 2008)
- Touhou 12.3 - Hisoutensoku (東方非想天則 ~ Hisoutensoku / 超弩級ギニョルの謎を追え~ Choudokyuu Guignol no nazo wo oe, Windows 2009)
- Touhou 12.5 - Double Spoiler (ダブルスポイラー ~ 東方文花帖 ~ Bunkachou, Windows 2010)
- Touhou 12.8 - Fairy Wars (妖精大戦争 ～ 東方三月精 - Yousei Daisensou ~ Touhou Sangetsusei, Windows 2010)
- Touhou 13.5 - Hopeless Masquerade (東方心綺楼 ~ Touhou Shinkirou, Windows 2012)
- Touhou 14.3 - Impossible Spell Card (弾幕アマノジャク ~ Danmaku Amanojaku, Windows 2014)
- Touhou 14.5 - Urban Legend in Limbo (東方深秘録 ~ Touhou Shinpiroku, Windows 2015)
- Touhou 15.5 - Antinomy of Common Flowers (東方憑依華 ~ Touhou Hyouibana, Demo: 7 maggio 2017)
- Touhou 16.5 - Violet detector (秘封ナイトメアダイアリー 〜 Violet Detector ~ Hifuu Nightmare Diary ~ Violet Detector, Windows 2018)
- Touhou 17.5 - Sunken Fossil World (東方剛欲異聞 ~ Touhou Gouyoku Ibun, Windows 2021)
- Touhou 18.5 - 100th Black Market (バレットフィリア達の闇市場 ~ Bulletphilia-tachi no Yami-Ichiba, Windows 2022)

## PrintWorks
- 東方香霖堂 ～ Curiosities of Lotus Asia (Touhou Kourindou ~ Curiosities of Lotus Asia, dal 2004) è una serie di storie alternative che vengono attualmente[quando?] pubblicate irregolarmente senza una cadenza precisa. Le prime venivano pubblicate dalla rivista Colorful PUREGIRL (Febbraio 2004), attualmente[quando?] sono pubblicate da Dengeki Moeou. Queste storie sono scritte da ZUN e illustrate da Genji Asai, ogni release comprende quattro pagine: la prima completamente illustrata a colori e le altre tre di testo.

La storia è scritta dal punto di vista di Rinnosuke Morichika, proprietario del Kourindou, un piccolo emporio dove è possibile trovare qualsiasi oggetto.
- 東方三月精 ～ Eastern and Little Nature Deity (Touhou Sangetsusei, Maggio 2005/Maggio 2006) è un manga disegnato da Nemu Matsukura e scritto da ZUN che narra le avventure di tre piccole fate pestifere. Il manga è stato pubblicato da MediaMix Game Magazine con un CD.

A causa di problemi di salute, Nemu Matsukura ha dovuto lasciare il progetto ed è stato sostituito da Makoto Hirasaka. Con la sostituzione, anche il manga ha cambiato nome in 東方三月精 ～ Strange and Bright Nature Deity.
- 東方三月精 ～ Strange and Bright Nature Deity (Touhou Sangetsusei, Maggio 2006/Gennaio 2009) è il continuo di 東方三月精 ～ Eastern and Little Nature Deity, disegnato da Makoto Hirasaka e scritto da ZUN. È stato serializzato da MediaMix Game Magazine ed è stato pubblicato in tre volumi contenente ognuno un CD. Dopo maggio 2009, il manga è stato rinominato 東方三月精 ～ Oriental Sacred Place.
- 東方三月精 ～ Oriental Sacred Place (Touhou Sangetsusei, maggio 2009/febbraio 2012) è il nuovo nome dato al manga 東方三月精 ～ Strange and Bright Nature Deity, disegnato da Makoto Hirasaka e scritto da ZUN. Il volume 1 è stato pubblicato nel marzo 2010 con un CD.
- 東方三月精 ～ Visionary Fairies in Shrine (Touhou Sangetsusei, Gennaio 2016/settembre 2019) è il continuo di 東方三月精 ～ Oriental Sacred Place scritto da ZUN con le illustrazioni di Makoto Hirasaka.
- 東方文花帖 - Bohemian Archive in Japanese Red (Touhou Bunkachou, 2005) è il primo fanbook ufficiale di Touhou, scritto da ZUN e disegnato da Kususaga Rin e altri illustratori. Il fanbook è stato pubblicato assieme ad un CD che contiene alcune tracce di Touhou 9 - Phantasmagoria of Flower View. L'opera parla di Aya Shameimaru che scrive un giornale riguardo al mondo di Touhou, con alcuni articoli e fumetti.
- 東方求聞史紀 - Perfect Memento in strict sense (Touhou Gumon Shiki) è il secondo Fanbook ufficiale. A differenza del primo si basa più su info generali riguardo al mondo di touhou e dal punto di vista dell'umana Hieda no Akyuu.

L'opera è stata pubblicata assieme ad un CD con delle tracce originali e alcuni sfondi per il desktop. Nel dicembre 2006 è stato pubblicato da Comic REX un manga ad esso dedicato, Memorizable Gensokyo, disegnato da Aki Eda e scritto da ZUN.
- 東方紫香花 - Seasonal Dream Vision (Touhou Shikouhana) è un fanbook semi-ufficiale simile al Bohemian Archive in Japanese Red che contiene alcuni fumetti, un CD e una storia scritta da ZUN.
- 東方儚月抄 ～ Silent Sinner in Blue (Touhou Bougetsushou, 2007/2009) è un manga disegnato da Aki Eda e scritto da ZUN, pubblicato in 3 volumi da Comic Rex di cui il primo accompagnato da un CD.

Questa opera si intreccia con altre due, Cage in Lunatic Runagate e Inaba of the Moon and Inaba of the Earth, storie che parlano dei Lunari, con cui le protagoniste entreranno in contatto.
- 東方儚月抄 ～ Cage in Lunatic Runagate (Touhou Bougetsushou, 2007/2009) sono una serie di storie alternative che completano 東方儚月抄 ～ Silent Sinner in Blue. Le illustrazioni sono a cura di TOKIAME mentre la storia è scritta da ZUN, è stato serializzato su Chara Mel.
- Inaba of the Moon and Inaba of the Earth / 東方儚月抄 ～ 月のイナバと地上の因幡 (Touhou Bougetsushou ~ Tsuki no Inaba to Chijou no Inaba, sono una serie di vignette 4koma disegnate da Toshihira Arata e serializzate su Manga 4koma Kings Palette.
- The Grimoire of Marisa (グリモワール オブ マリサ, Luglio 2009) è il terzo fanbook ufficiale. Questa opera si concentra sulle spellcard e dà consigli sul come schivarle, tutto dal punto di vista di Marisa Kirisame. Il fanbook è uscito con un cd di musiche originali.
- 東方茨歌仙 ～ Wild and Horned Hermit (Touhou Ibarakasen) è un manga pubblicato da Ichijinsha su Chara☆Mel Febri, il primo capitolo è uscito nel luglio 2010. La storia è scritta da ZUN e illustrata da by Azuma Aya, narra le vicende di Kasen Ibara (Kasen Ibaraki), una eremita con molti misteri.
- 東方求聞口授 ～ Symposium of Post-mysticism (Touhou Gumon Kuju, 2012) è il quarto fanbook ufficiale. Quest'opera è un dialogo condotto da Marisa Kirisame con Kanako Yasaka, Byakuren Hijiri e Toyosatomimi no Miko. Presenta i profili di quasi tutti i personaggi, da Mountain of Faith a Ten Desires e, alla fine del libro, vari articoli del quotidiano Bunbunmaru e del Kakashi Spirit News.
- 東方鈴奈庵 ～ Forbidden Scrollery (Touhou Suzunaan) è un manga pubblicato da Kadokawa su Comp Ace, uscito nell'ottobre 2012. La storia è scritta da ZUN e illustrata da Moe Harukawa, narra le vicende di Kosuzu Motoori, una bibliotecaria allegra e ingenua proprietaria della sua libreria, Suzunaan che entra in contatto con vari libri sui demoni provenienti da fonti diverse e sconosciute.
- 東方外來韋編 ～ Strange Creators of Outer World (Touhou Gairai Ihen, 2015) è una rivista ufficiale di Touhou Project pubblicata da Kadokawa sotto il marchio Dengeki Moeoh con la piena supervisione e il supporto di ZUN il 30 settembre 2015. La rivista presenta interviste e presentazioni di creatori di doujin in tutti i campi del fandom di Touhou, una continuazione del manga ufficiale Curiosities of Lotus Asia di ZUN e fumetti e CD di vari artisti.
- 東方文果真報 ～ Alternative Facts in Eastern Utopia (Touhou Bunka Shinpou, 2017) è il quinto fanbook ufficiale, scritto da ZUN e pubblicato da Kadokawa il 30 marzo 2017. Viene presentato il tentativo di Aya Shameimaru di creare una rivista scandalistica nello stile di quelli del mondo esterno. Il libro presenta articoli, interviste e pubblicità nell'universo simili al precedente Bohemian Archive in Japanese Red, ma in un formato significativamente più caotico e casuale.
- 秘封倶楽部異界撮影記録 ～ The Grimoire of Usami (Hifuu Kurabu Ikai Satsuei Kiroku, 2019) è il sesto fanbook ufficiale, pubblicato da Kadokawa il 27 aprile 2019. Presenta principalmente un manga scritto da ZUN e illustrato da Aya Azuma, con un'illustrazione di copertina di Genji Asai. Il libro mostra un'ampia selezione di carte incantesimo commentate e giudicati da vari personaggi durante un festival di fuochi d'artificio.
- 東方酔蝶華 ～ ロータスイーター達の酔醒 ～ The Lotus Eaters, Drunk and Sober (Touhou Suichouka ~  Lotus Eater-tachi no Suisei) è un manga scritto da ZUN e illustrato da Mizutaki e pubblicato mensilmente sulla rivista Comp Ace da novembre 2019. Narra le vicende di Miyoi Okunoda, una zashiki-warashi che lavora come cameriera nel bar Geidontei.
- 東方智霊奇伝 ～ Foul Detective Satori (Touhou Chireikiden) è un manga scritto da ZUN, pubblicato mensilmente sul sito web ComicWalker di Kadokawa dall'ottobre 2019. La storia è incentrata su Satori Komeiji che lavora come detective per risolvere misteri usando i suoi poteri di lettura del pensiero.
- 東方幻存神籤 ～ Whispered Oracle of Hakurei Shrine (Touhou Genzonmikuji) è un libro ufficiale di Touhou, pubblicato il 1° aprile 2025. Il libro contiene 128 biglietti del destino scritti da ZUN e illustrati da una serie di importanti artisti di Touhou, basati sul cast di personaggi dell'era di Windows. La storia è incentrata su Reimu Hakurei che, per rimediare a un incidente, riceve la richiesta di iniziare a creare delle ricevute di fortuna che registrino i vari residenti di Gensokyo.

## CD e Drama ufficiali
- 蓬莱人形 ～ Dolls in Pseudo Paradise (Hourai Ningyou, 2002) composto da ZUN, contiene 13 tracce.
- 蓮台野夜行 ～ Ghostly Field Club (Rendaino Yakou, 2003) composto da ZUN, contiene 11 tracce.
- 夢違科学世紀 ～ Changeability of Strange Dream (Yumetagae Kagaku Seiki, 2004) composto da ZUN, contiene 11 tracce.
- 卯酉東海道 ～ Retrospective 53 minutes (Bouyu Toukaidou, 2006) composto da ZUN, contiene 11 tracce.
- 大空魔術 ～ Magical Astronomy (Oozora Majutsu, 2006) composto da ZUN, contiene 10 tracce
- 未知の花 魅知の旅 ~ Unknown Flower, Mesmerizing Journey (Michi no Haba, Michi no Tabi, 2011) composto da ZUN, contiene 3 tracce
- 鳥船遺跡 ~ Trojan Green Asteroid (Torifune Iseki, 2012) composto da ZUN, contiene 10 tracce
- 伊弉諾物質 ~ Neo-traditionalism of Japan (Izanagi Busshitsu, 2012) composto da ZUN, contiene 10 tracce
- 燕石博物誌 ~ Dr. Latency's Freak Report (Enseki Hakubutsushi, 2016) composto da ZUN, contiene 11 tracce
- 旧約酒場 ~ Dateless Bar "Old Adam" (Kyūyaku Sakaba, 2016) composto da ZUN, contiene 10 tracce
- 虹色のセプテントリオン ~ Rainbow-Colored Septentrion (Nijiiro no Seputentorion, 2021) composto da ZUN, contiene 3 tracce
- 七夕坂夢幻能  〜 Taboo Japan Disentanglement (Tanabatazaka Mugen Nou, 2024) composto da ZUN, contiene 11 tracce

Questi cd contengono delle storie scritte da ZUN riguardanti Maribel Hearn e Renko Usami, due umane del mondo esterno.
- 幺樂団の歴史 ～ Akyu's Untouched Score (Yougakudan no Rekishi, 2006/2007) composto da ZUN, sono 5 volumi diversi e contengono rispettivamente 30, 23, 18, 24 e 15 tracce.

Questi cd contengono le musiche dei giochi per PC98 riarrangiate.

## Il mercatoTōhō
Il mondo di Tōhō comprende anche una gran quantità di giochi dōjin, quindi non ufficiali, ispirati alla serie. Da contare sono anche le innumerevoli dōjinshi, i gadget, tra cui action figures, portachiavi, poster, plush dolls, mousepad e, infine, gli innumerevoli CD dei remix prodotti dai molteplici gruppi e cantanti dōjin, tra cui i famosi Silver Forest, Iosys, Cool&Create, Innocent Key, Alice's Emotion, Soundholic, Tamusic, Alstroemeria Records, Cytokine, dBu Music, Syncart's.
Sono stati inoltre distribuiti alcuni OAV dōjin, il primo Tōhō Project Side Story: Hoshi no Kioku (Soundholic, dicembre 2007) ed il secondo Tōhō Anime Project: Musou Kakyou (Maikaze, dicembre 2009), il cui secondo episodio è uscito nell'agosto 2012.
Tōhō Project può anche vantare di avere un'unica fiera dedicata completamente all'opera che si tiene durante marzo, il Reitaisai. Durante la fiera, Zun annuncia i suoi nuovi lavori mentre vengono pubblicate centinaia di dōjinshi, videogiochi dōjin, gadget e CD.